# Vibrarecords
La Vibrarecords è un'etichetta discografica italiana che si occupa di vendita e distribuzione di materiale musicale.
Il principale campo di attività è la black music, dall'R&B all'hip hop, si è occupata della distribuzione musicale in Italia di artisti quali Bassi Maestro, Mondo Marcio, Club Dogo, e Nesli. In passato anche Fabri Fibra fece parte dell’etichetta, da cui uscì nel 2005.

## Storia
Nata il 18 settembre 1998 come un negozio di Verona da DJ Zeta e Fabio, si specializza successivamente nell'hip hop, occupandosi della vendita di materiale all'esterno di concerti e jam session e anche di importazione di mixer, testine per giradischi e altra attrezzatura per il DJing.
Vibrarecords si è dedicata prevalentemente alla ricerca di produzioni di hip hop italiano, occupandosi della confezione, cura e promozione dei propri prodotti. La costituzione in etichetta discografica è del novembre 2003, con la collaborazione di The Saifam Group.
La collaborazione ha portato alla creazione di un catalogo di titoli di musica hip hop italiana, con distribuzione affidata a Self Distribuzione.